# قلعة شاطبة

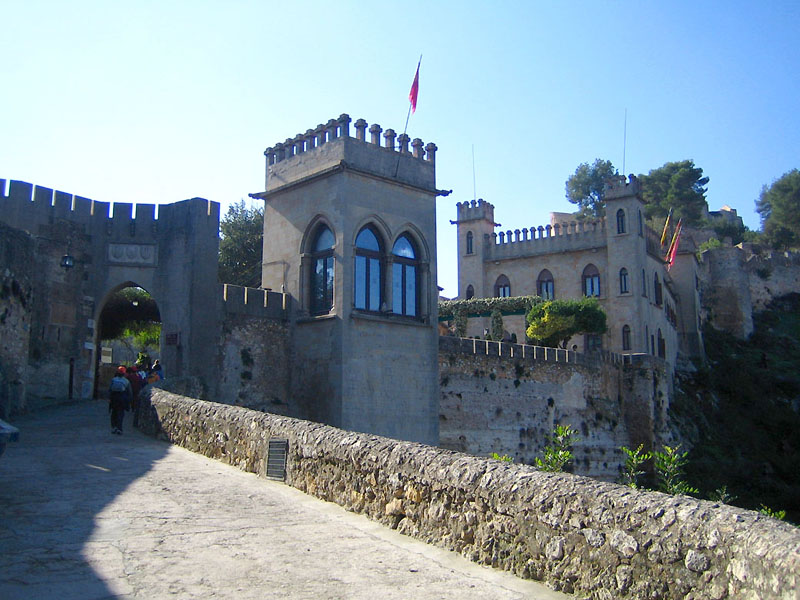
قلعة شاطبة

قلعة شاطبة (بالإسبانية: Castillo de Játiva، وبالبلنسية: Castell de Xàtiva) هي حصن كبير يقع في مدينة شاطبة الإسبانية.

## موقع القلعة
تقع في مدينة شاطبة قرب بلنسية، في موقع إستراتيجي على طريق فيا أوغوستا (باللاتينية: Via Augusta) التاريخي الذي كان يربط روما بقرطاجنة وقادس على امتداد ساحل البحر المتوسط، ومرورًا بجبال البرانس.
يشغل الحصن منطقة شاسعة فوق حافة الربوة الصخرية الوعرة التي تشرف على المدينة من ناحية الغرب، والتي تعرف بجبل برنيسا، والتي يصل ارتفاعها إلى حوالي 1800 متر، وموقع الحصن الكبير (الجديد) على الربوة العالية المشرفة على المدينة شبيه بموقع كثير من القصبات الأندلسية، من حيث وعورة الموقع ومنعته، وتحكمه في المدينة من الناحية الدفاعية. مما يرجح أنه هو الذي كان قصبة شاطبة أيام المسلمين، وخاصة أنه ما زال يوجد في أسفل الربوة باب معقود أندلسي الطراز.

## تاريخ القلعة
في سنة 1092 استولى المرابطون على القلعة، غير أنهم طُردوا من شاطبة إثر ثورة قامت ضدهم سنة 1145، حاصر أثناءها حاكم بلنسية مروان بن عبد العزيز قلعة شاطبة، وفي سنة 1171 سقطت قلعة شاطبة في أيدي الموحدين، وسقط معها الساحل الأندلسي الشرقي.
وفي صيف سنة 1239 بدأ الملك خايمي الأول (خايمي الفاتح) ملك أراغون حربه ضد المسلمين في شرقي الأندلس، فسقطت شاطبة في يده في 22 مايو 1244، بعد حصار دام خمسة أشهر، وسلم المسلمون قلعتها لخايمي الفاتح.

## وصف القلعة
يوجد في الواقع حصنان لا حصن واحد في قلعة بطليوس، يُعرف أحدهما بالحصن القديم (بالإسبانية: Castillo viejo)‏ والآخر بالحصن الجديد (بالإسبانية: Castillo nuevo)‏، وتحيط بهذه المجموعة الأثرية أسوار واحدة. ومن المرجح تاريخيًا أن الحصنين يرجعان إلى العصر القديم، وأنه قد توالت عليهما إضافات وتغييرات عديدة خلال العصور المتعاقبة التي مرت بها المدينة (الرومانية والقوطية والعربية والإسبانية)، غير أنه يغلب عليهما الطابع القوطي الأندلسي.

### الحصن القديم
يقع الحصن القديم ـ وهو أصغر الحصنين ـ في الطرف الأيسر للربوة، فوق أكمة منعزلة يصعب الوصول إليها، وهو يرجع فيما يبدو إلى العصر الروماني أو عصر القوط.

### الحصن الجديد

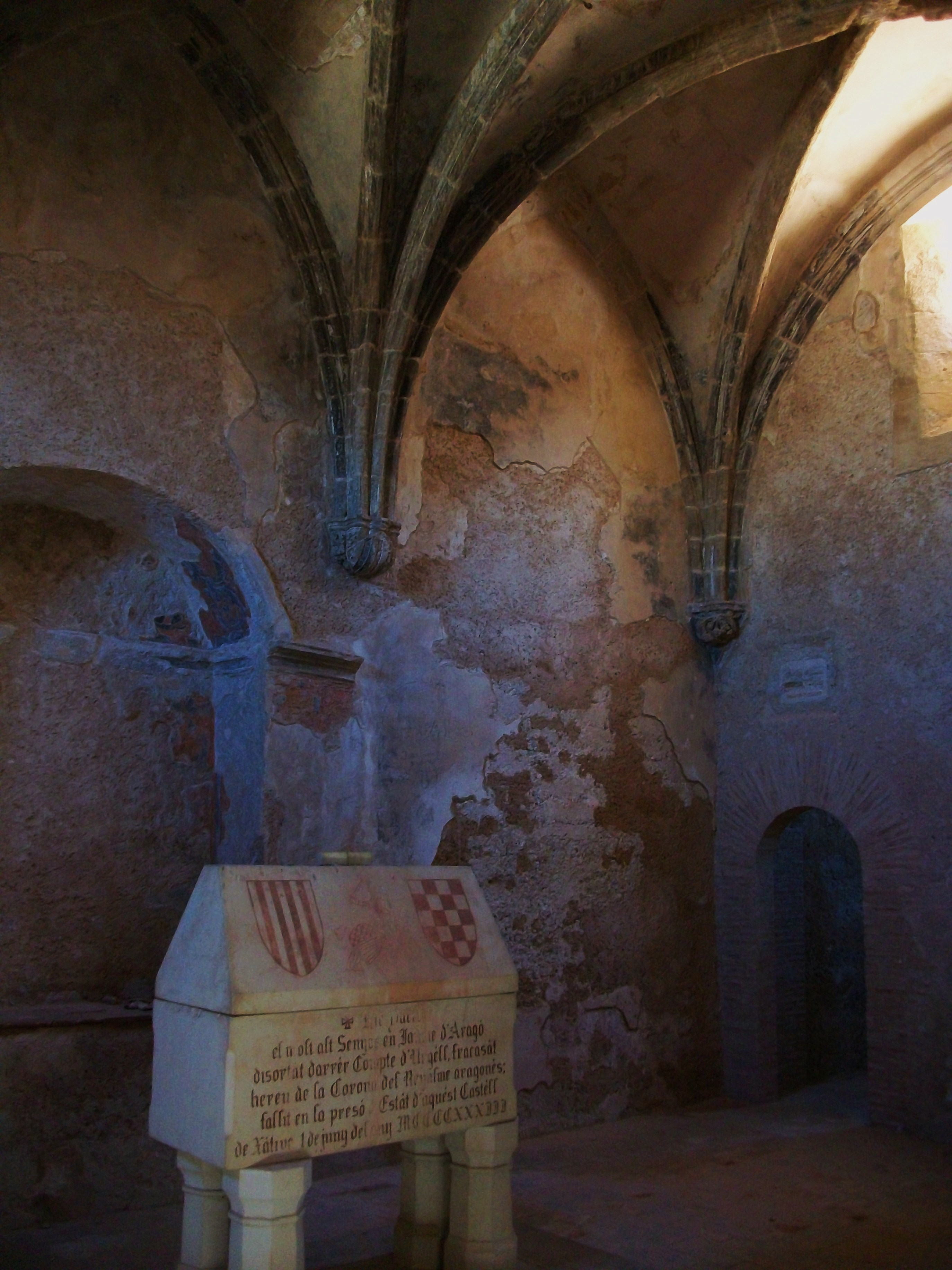
تابوت خايمي الثاني، كونت أورخيل، المعروف بخايمي سيء الحظ، الذي توفي سجينًا بقلعة شاطبة في يونيو 1433م ودُفن في كنيسة سانتا ماريا داخل القلعة

تقع أطلال الحصن الجديد (الكبير) في الناحية اليمنى، وتحتوي على مجموعة منوعة من الأبراج والساحات والسلالم، وفي هذه المجموعة نلمح بعض مظاهر العمارة العربية، والأرجح أن هذا الحصن هو الذي كان أيام المسلمين قصبة شاطبة.
ويوجد فوق مرتفع بارز بين أطلال الحصن الجديد مصلى تاريخي أقامته إحدى ملكات إسبانيا في القرن الخامس عشر الميلادي، كما يوجد به سجن ملكي قديم أنشأه الملوك الإسبان، وهو عبارة عن غرفة داخلية مظلمة شديدة المنعة، وقد سُجن في هذا المطبق عدة من الأمراء والأكابر الإسبان، خلال القرنين الرابع عشر والخامس عشر الميلاديين، وأحيطت سيرهم ومحنهم بطائفة من القصص المشجي.

## وصلات خارجية
- جولة افتراضية في القلعة (بالإسبانية)